# Iglesia y parque de San Blas (Cuenca)

## Historia
La Iglesia de San Blas representaba el límite oriental de la ciudad de Cuenca (Ecuador) por aproximadamente 400 años en la zona que, durante la época colonial, se llamaba "Barrios de Abajo". La construcción de este templo fue dedicado a San Blas y se remonta al último tercio del siglo XVI, en mayo de 1557, a pocos días de fundada la ciudad de Cuenca.  Esta construcción se estableció por parte de los estudiosos sacerdotes Carlos Terán Zenteno y José María Vargas, quienes ocuparon piedras de los destruidos edificios de Tomebamba para su edificación.
En 1935 se construye un nuevo templo restaurado tanto en su interior como en su exterior, conservando su estructura original como base. Esta restauración fue posible gracias a una inversión conjunta de la Curia Arquidiocesana y la Municipalidad.

## Estructura
Este templo presenta varia peculiaridades que llaman la atención. Una de ellas es su base elaborada completamente con piedra labrada incásica a principios de la colonia. Presenta una fachada de estilo románico que está completamente recubierta de mármol rosa. En su interior destaca otra característica que la hace única en la ciudad: tres naves principales y dos pequeñas distribuidas en forma de perfecta cruz latina.
Se encuentra ubicada en la ciudad de Cuenca (Ecuador) en las calles Manuel Vega y Simón Bolívar.

## Parque de San Blas
El parque se encuentra a un costado de la Iglesia de San Blas. Se encuentra en el extremo oriental de la calle Simón Bolívar. En su parte central sobresale el monumento a Manuel J. Calle, periodista y escritor cuencano de gran estilo.

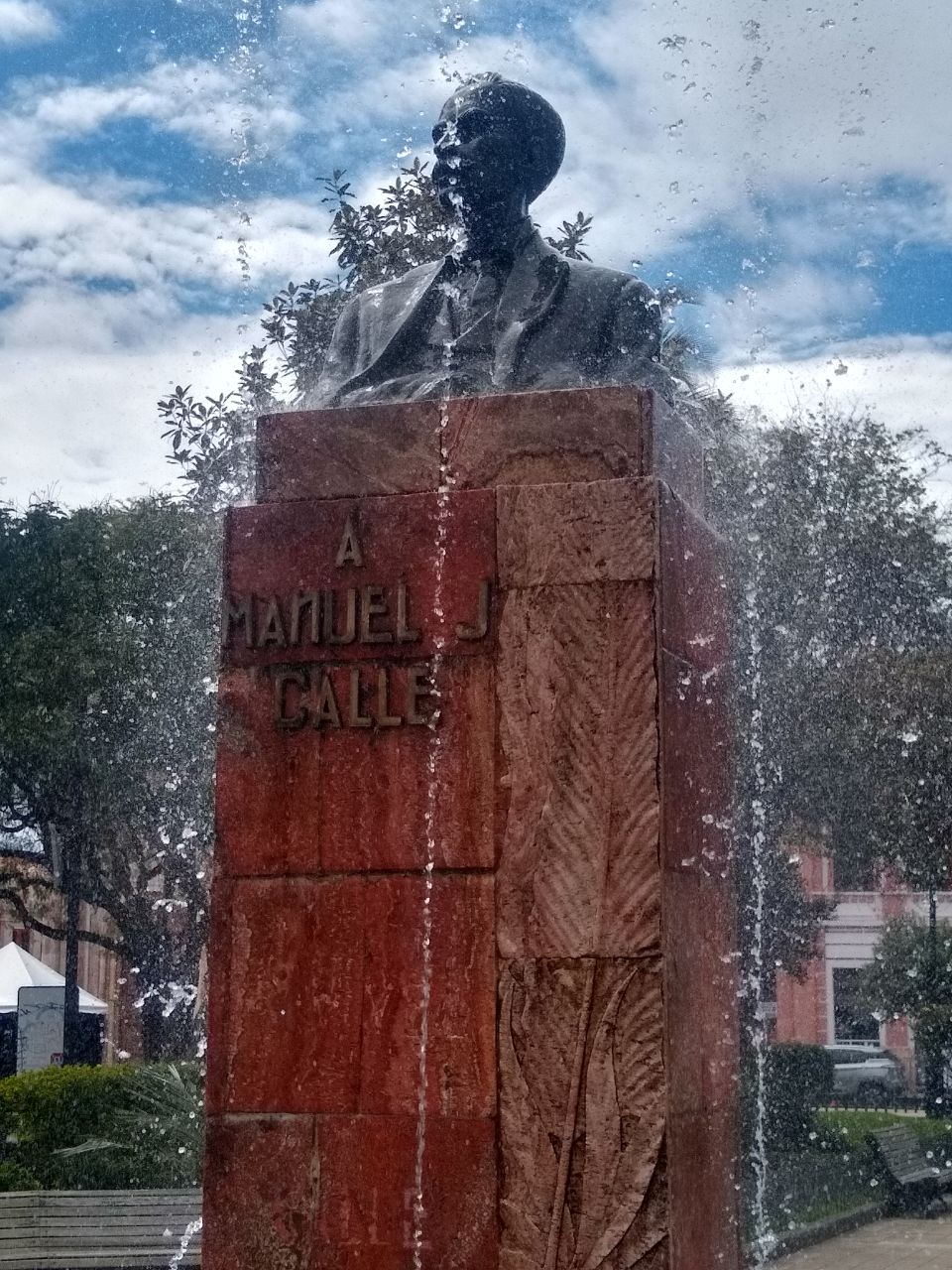
Busto de Manuel J. Calle